# Дві дівчини без копійчини
«Дві дівчини без копійчини» (англ. 2 Broke Girls) — американський ситком, створений Майклом Патриком Кінгом та Вітні Каммінгс для Warner Bros. Television. Прем'єра відбулася на телеканалі CBS 19 вересня 2011. Сюжет розповідає про двох дівчат, які заради виконання своєї мрії — покупки магазина кексів — працюють офіціантками і намагаються накопичити необхідну суму у 250 000 доларів. 5 жовтня 2011 CBS замовив повний сезон серіалу, 13 березня 2014 — продовжив серіал на четвертий сезон. 25 березня 2016 року серіал продовжили на останній 6 сезон, який завершився 17 квітня 2017 року.

## Сюжет
Ситком про двох дівчат, які працюють офіціантками в забігайлівці, і яких об'єднує спільна мрія — відкрити успішний бізнес. Звичайно, як тільки вони знайдуть гроші для цього. Гостроязика, пошарпана життям, Макс (Кет Деннінгс) працює на двох роботах, аби зводити кінці з кінцями. Одна з цих робіт — нічна зміна у закусочній Вільямсберга (район Брукліна). Витончена Керолайн (Бет Берс) — колишня багата спадкоємиця з трастовим фондом, якій настільки не пощастило, що довелося стати офіціанткою.
Спочатку Макс сприймала Керолайн як чергову недотепу, яку доведеться прикривати, але Керолайн виявилася більш відповідальною, ніж очікувалося: коли вона дізналася, що Макс пече приголомшливі кексики, вона одразу побачила в цьому потенційне джерело прибутку. Проте для їхнього бізнесу потрібні гроші. Поки дівчата відкладають чайові, їм доводиться працювати в закусочній разом з українським кухарем Олегом (Джонатан Кайт), 75-річним крутим перцем Ерлом (Гаррет Моріс), який працює на касі, і новим власником закусочної корейцем Ханем Лі (Метью Мой).
Наприкінці кожного епізоду глядачеві показують, скільки з необхідних $250 000 дівчата примудрилися заробити.

## Епізоди
| Сезон | Кількість епізодів | Прем'єрний показ  | Прем'єрний показ |
| Сезон | Кількість епізодів | Початок           | Завершення       |
| ----- | ------------------ | ----------------- | ---------------- |
| 1     | 24                 | 19 вересня 2011   | 7 травня 2012    |
| 2     | 24                 | 24 вересня 2012   | 13 травня 2013   |
| 3     | 24                 | 23 вересня 2013   | 5 травня 2014    |
| 4     | 22                 | 27 жовтня 2014    | 18 травня 2015   |
| 5     | 22                 | 12 листопада 2015 | 12 травня 2016   |
| 6     | 22                 | 10 жовтня 2016    | 17 квітня 2017   |